# تل الغسانية

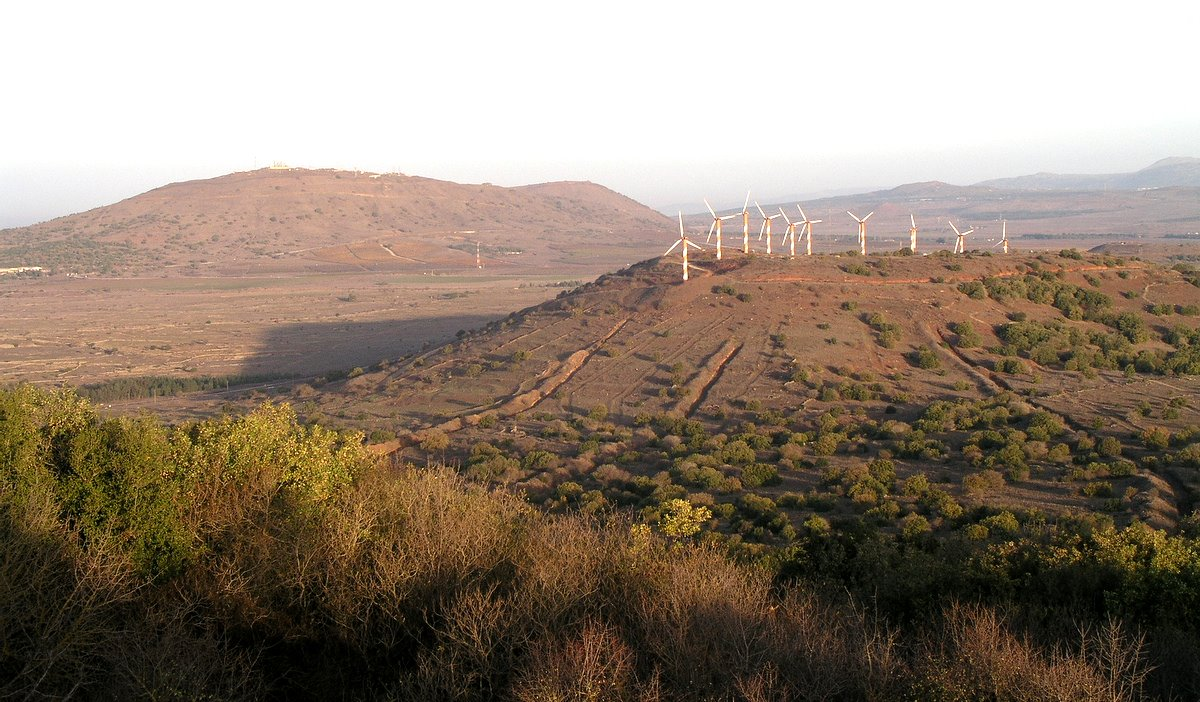
تل الغسانية

تل الغسانية جبل بركاني في هضبة الجولان في سوريا. ويبلغ ارتفاعه 1,072 متر (3,517 قدم) ويوجد على قمته مراوح لتوليد الكهرباء Golan Heights Wind Farm [الإنجليزية].